# Robert William Porter (Richter)
Robert William Porter (* 13. August 1926 in Monmouth, Illinois; † 6. November 1991 in Dallas, Texas) war ein US-amerikanischer Jurist und Politiker.

## Leben
Porter diente von 1944 bis 1946 in der United States Navy. Danach studierte er am Monmouth College, wo er 1949 einen Bachelor of Arts erhielt. An der Law School der University of Michigan erhielt er 1952 einen Juris Doctor.
Nachdem er von 1952 bis 1954 für ein Versicherungsunternehmen in Dallas tätig gewesen war, praktizierte er von 1954 bis 1974 als Rechtsanwalt in Dallas. In dieser Zeit betätigte Porter sich ebenfalls politisch. So gehörte er von 1961 bis 1966 dem Stadtrat von Richardson, Texas an und bekleidete von 1966 bis 1967 das Amt des Bürgermeisters der Stadt.
Am 22. April 1974 wurde er von Präsident Richard M. Nixon zum Richter am United States District Court für den nördlichen Distrikt von Texas nominiert, um den vakanten Sitz von Richter Leo Brewster neu zu besetzen. Am 13. Juni 1974 wurde er vom Senat der Vereinigten Staaten bestätigt. Am 20. Juni erfolgte seine Vereidigung. Von 1986 bis 1989 war er der Oberste Richter (chief judge) dieses Distriktes. Am 17. Januar 1990 wechselte Porter aufgrund gesundheitlicher Einschränkungen in den Senior Status und ging damit in den Semi-Ruhestand. Sein vakanter Sitz wurde mit Jorge Antonio Solis neu besetzt.